# Kristian Poulsen

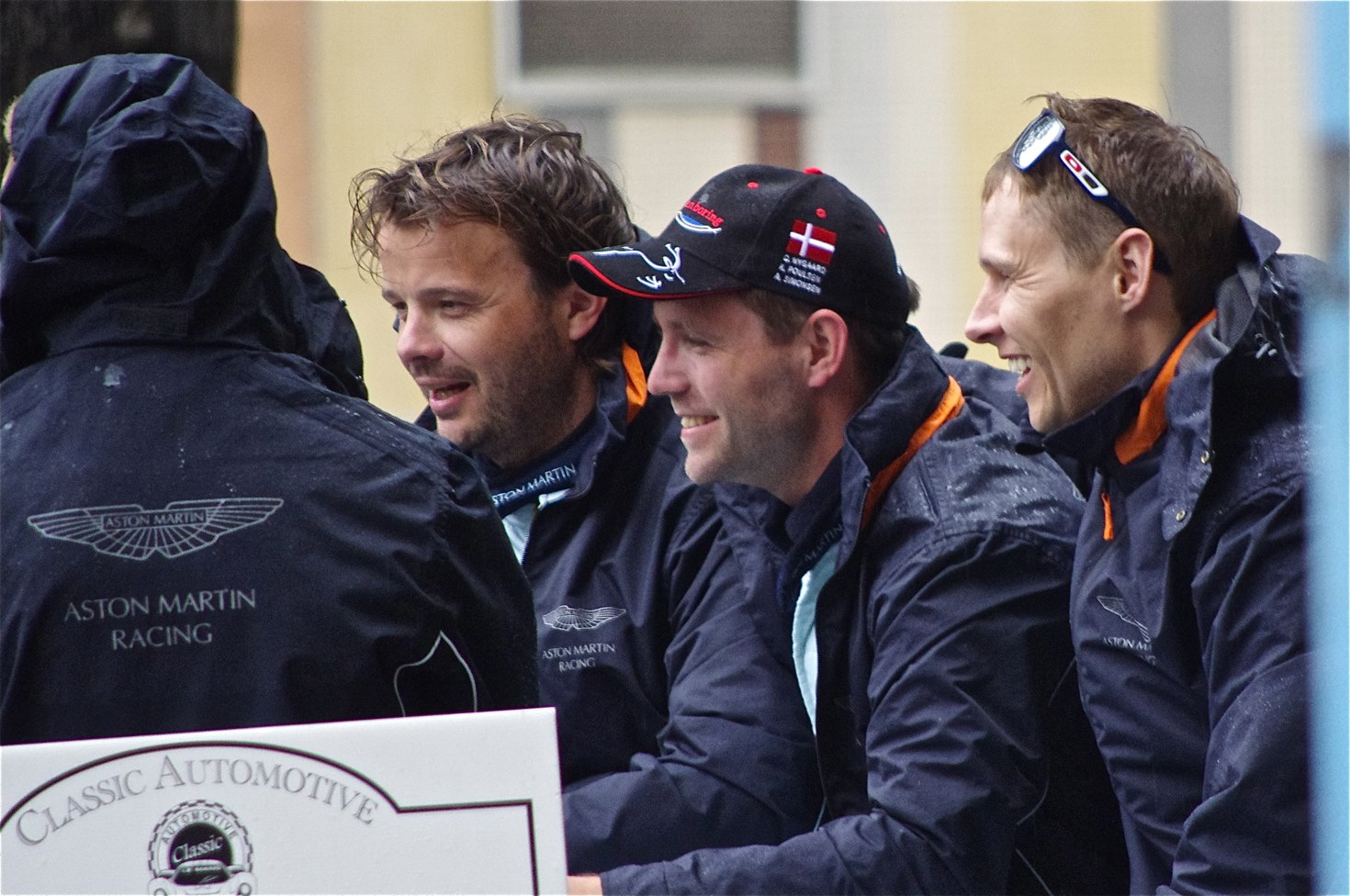
Christopher Nygaard, Allan Simonsen en Kristian Poulsen.

Kristian Poulsen (Flensburg, Duitsland, 18 november 1975) is een Deens autocoureur.

## Carrière
Poulsen maakte zijn autosportdebuut in het karting, waarna hij in 1995 verschillende malen in het World Rally Championship uitkwam. In 2007 stapte hij over naar de toerwagens, waar hij deelnam in het Danish Touringcar Championship. In 2008 maakte hij zijn debuut in het World Touring Car Championship voor een deel van het seizoen. Hij startte voor het eerst in het zesde raceweekend op het Autódromo do Estoril en reed drie weekenden voor zijn eigen team Poulsen Motorsport. In het raceweekend op het Autodromo Nazionale Monza reed hij voor Wiechers-Sport. Zijn beste resultaten dat jaar waren twee veertiende plaatsen, waarmee hij geen punten scoorde.
In 2009 nam Poulsen het gehele seizoen deel in het WTCC voor het team Liqui Moly Team Engstler in een BMW 320si naast teameigenaar Franz Engstler. Met een tiende plaats als beste resultaat bleef hij opnieuw puntloos. Ook won hij de LMP2-klasse van de 24 uur van Le Mans 2009 in een Porsche RS Spyder voor het Team Essex met Emmanuel Collard en Casper Elgaard als teamgenoten.
In 2010 nam Poulsen niet deel aan de eerste twee raceweekenden van het WTCC, maar keerde hij vanaf het derde weekend op Monza terug met zijn eigen team Poulsen Motorsport. Met een zesde plaats op de Motorsport Arena Oschersleben als beste resultaat eindigde hij met 20 punten als veertiende in het kampioenschap.
In 2011 keerde Poulsen terug naar Team Engstler binnen het WTCC. Op Monza behaalde hij met een derde plaats zijn enige podium van het seizoen, waardoor hij als zevende eindigde in het kampioenschap. Hiermee werd hij ook kampioen in het independentskampioenschap met slechts twee punten voorsprong op Michel Nikjær.
In 2012 nam Poulsen opnieuw deel aan de 24 uur van Le Mans in de LMGTE Am-klasse voor het team Aston Martin Racing met Christoffer Nygaard en Allan Simonsen als teamgenoten. Zij vielen echter na 31 ronden uit. In 2013 nam hij hier opnieuw deel, maar door het dodelijke ongeluk van Simonsen reed hij niet. Samen met Nygaard eindigde hij wel als vierde in de LMGTE Am-klasse van het FIA World Endurance Championship.